# 71-ша паралель північної широти
71-ша паралель північної широти — лінія широти, що лежить на 71 градус північніше земної екваторіальної площини, за Північним полярним колом, в Арктиці. Вона проходить через Атлантичний океан, Європу, Азію, Північний Льодовитий океан та Північну Америку.
На цій широті під час літнього сонцестояння сонце видно 24 години (полярний день), а під час зимового сонцестояння протягом доби тривають цивільні сутінки.

## Список географічних об'єктів, що перетинає 71° пн. ш.
Починаючи з Гринвіцького меридіану та рухаючись на схід, 71-ша паралель північної широти проходить через:
| Координати                                                   | Країна, територія або море | Примітки                                                                                               |
| ------------------------------------------------------------ | -------------------------- | --- |
| 71°0′ пн. ш. 0°0′ сх. д. / 71.000° пн. ш. 0.000° сх. д.      | Атлантичний океан          | Норвезьке море                                                                                         |
| 71°0′ пн. ш. 23°51′ сх. д. / 71.000° пн. ш. 23.850° сх. д.   | Норвегія                   | Фіннмарк — проходить через острови Ролвсьойа[en], Хавьойа[en], Мосьойа[en] і Магьойа                   |
| 71°0′ пн. ш. 26°8′ сх. д. / 71.000° пн. ш. 26.133° сх. д.    | Баренцове море             | |
| 71°0′ пн. ш. 27°15′ сх. д. / 71.000° пн. ш. 27.250° сх. д.   | Норвегія                   | Проходить через півострів Нордкінн[en]                                                                 |
| 71°0′ пн. ш. 28°26′ сх. д. / 71.000° пн. ш. 28.433° сх. д.   | Баренцове море             | |
| 71°0′ пн. ш. 53°0′ сх. д. / 71.000° пн. ш. 53.000° сх. д.    | Росія                      | Нова Земля — проходить через острови Міжшарський та Південний                                          |
| 71°0′ пн. ш. 56°40′ сх. д. / 71.000° пн. ш. 56.667° сх. д.   | Карське море               | |
| 71°0′ пн. ш. 66°41′ сх. д. / 71.000° пн. ш. 66.683° сх. д.   | Росія                      | Проходить через півострів Ямал                                                                         |
| 71°0′ пн. ш. 72°35′ сх. д. / 71.000° пн. ш. 72.583° сх. д.   | Обська губа                | |
| 71°0′ пн. ш. 73°48′ сх. д. / 71.000° пн. ш. 73.800° сх. д.   | Росія                      | Проходить через Гиданський півострів                                                                   |
| 71°0′ пн. ш. 82°12′ сх. д. / 71.000° пн. ш. 82.200° сх. д.   | Єнісейська затока          | |
| 71°0′ пн. ш. 83°24′ сх. д. / 71.000° пн. ш. 83.400° сх. д.   | Росія                      | |
| 71°0′ пн. ш. 130°15′ сх. д. / 71.000° пн. ш. 130.250° сх. д. | Море Лаптєвих              | Губа Буор-Хая                                                                                          |
| 71°0′ пн. ш. 131°46′ сх. д. / 71.000° пн. ш. 131.767° сх. д. | Росія                      | Проходить через Яно-Індигірську низовину                                                               |
| 71°0′ пн. ш. 152°7′ сх. д. / 71.000° пн. ш. 152.117° сх. д.  | Східносибірське море       | |
| 71°0′ пн. ш. 154°50′ сх. д. / 71.000° пн. ш. 154.833° сх. д. | Росія                      | Проходить через Колимську низовину                                                                     |
| 71°0′ пн. ш. 158°8′ сх. д. / 71.000° пн. ш. 158.133° сх. д.  | Східносибірське море       | |
| 71°0′ пн. ш. 178°37′ сх. д. / 71.000° пн. ш. 178.617° сх. д. | Росія                      | Проходить через острів Врангеля                                                                        |
| 71°0′ пн. ш. 178°14′ зх. д. / 71.000° пн. ш. 178.233° зх. д. | Чукотське море             | |
| 71°0′ пн. ш. 157°23′ зх. д. / 71.000° пн. ш. 157.383° зх. д. | США                        | Аляска — проходить через Північноаляскинську низовину[en]                                              |
| 71°0′ пн. ш. 154°35′ зх. д. / 71.000° пн. ш. 154.583° зх. д. | Море Бофорта               | |
| 71°0′ пн. ш. 127°19′ зх. д. / 71.000° пн. ш. 127.317° зх. д. | Затока Амундсена           | Проходить південніше острова Бенкс, Північно-Західні території, Канада                                 |
| 71°0′ пн. ш. 118°24′ зх. д. / 71.000° пн. ш. 118.400° зх. д. | Канада                     | Північно-Західні території — проходить через острів Вікторія Нунавут — проходить через острів Вікторія |
| 71°0′ пн. ш. 104°24′ зх. д. / 71.000° пн. ш. 104.400° зх. д. | Протока Мак-Клінток        | |
| 71°0′ пн. ш. 99°15′ зх. д. / 71.000° пн. ш. 99.250° зх. д.   | Протока Ларсен[en]         | |
| 71°0′ пн. ш. 96°28′ зх. д. / 71.000° пн. ш. 96.467° зх. д.   | Канада                     | Нунавут — проходить через півостров Бутія                                                              |
| 71°0′ пн. ш. 92°52′ зх. д. / 71.000° пн. ш. 92.867° зх. д.   | Затока Бутія               | |
| 71°0′ пн. ш. 89°15′ зх. д. / 71.000° пн. ш. 89.250° зх. д.   | Канада                     | Нунавут — проходить через Баффінову Землю                                                              |
| 71°0′ пн. ш. 88°21′ зх. д. / 71.000° пн. ш. 88.350° зх. д.   | Затока Берн'є[en]          | |
| 71°0′ пн. ш. 87°17′ зх. д. / 71.000° пн. ш. 87.283° зх. д.   | Канада                     | Нунавут — проходить через Баффінову Землю, острів Сіллем[en] та знову Баффінову Землю                  |
| 71°0′ пн. ш. 70°34′ зх. д. / 71.000° пн. ш. 70.567° зх. д.   | Море Баффіна               | |
| 71°0′ пн. ш. 52°30′ зх. д. / 71.000° пн. ш. 52.500° зх. д.   | Гренландія                 | Умманнакфьорд[en]                                                                                      |
| 71°0′ пн. ш. 24°45′ зх. д. / 71.000° пн. ш. 24.750° зх. д.   | Затока Скорсбісунн         | |
| 71°0′ пн. ш. 23°0′ зх. д. / 71.000° пн. ш. 23.000° зх. д.    | Гренландія                 | Проходить через Землю Джеймсона[en]                                                                    |
| 71°0′ пн. ш. 21°46′ зх. д. / 71.000° пн. ш. 21.767° зх. д.   | Атлантичний океан          | Гренландське море                                                                                      |
| 71°0′ пн. ш. 8°30′ зх. д. / 71.000° пн. ш. 8.500° зх. д.     | Норвегія                   | Проходить через острів Ян-Маєн                                                                         |
| 71°0′ пн. ш. 8°6′ зх. д. / 71.000° пн. ш. 8.100° зх. д.      | Атлантичний океан          | Норвезьке море                                                                                         |